# Litră
Litră war ein Gewichtsmaß in der Walachei.
- 1 Litră = 100 Dram = 322,243 Gramm
- 4 Litră = 1 Oca = 1,28939 Kilogramm
- 176 Litră = 1 Cantar/Zentner
- 1 Cantar = 44 Oka = 176 Litră = 56,73314 Kilogramm